# Calicium chlorosporum
Calicium chlorosporum är en lavart som beskrevs av F. Wilson. Calicium chlorosporum ingår i släktet Calicium och familjen Physciaceae.   Inga underarter finns listade i Catalogue of Life.